# Mochokiella paynei
Mochokiella paynei är en fiskart som beskrevs av Howes, 1980. Mochokiella paynei ingår i släktet Mochokiella och familjen Mochokidae. IUCN kategoriserar arten globalt som livskraftig. Inga underarter finns listade i Catalogue of Life.